# Roger Dutoit
Pour les articles homonymes, voir Dutoit.
Roger Dutoit, né le 8 février 1923 à Calais et mort le 3 mai 1988 à Silly (Belgique), est un acteur français de cinéma et de théâtre.

## Biographie
Au théâtre, il a travaillé notamment à Paris, au casino de Vichy et en Belgique, dont dix ans au Théâtre national. Il a aussi été pensionnaire du Théâtre royal du Parc et a été récompensé de l'Ève du Théâtre en 1961.

## Filmographie

### Cinéma
- 1955 : Le Toubib, médecin du gang de Ivan Govar : Inspecteur Martin
- 1955 : Lola Montès de Max Ophüls : un marin
- 1956 : Un soir de joie de Gaston Schoukens : Raymond
- 1960 : Marche ou crève de Georges Lautner : Ansaldo
- 1962 : Le Gentleman d'Epsom de Gilles Grangier : un spectateur du jeu de boule
- 1962 : Que personne ne sorte d'Ivan Govar : Charlie Ross
- 1962 : Pourquoi Paris ? de Denys de La Patellière : le professeur
- 1962 : Le Bateau d'Émile de Denys de La Patellière : le patron du bistrot
- 1963 : OSS 117 se déchaîne d'André Hunebelle : Mayan
- 1963 : La Soupe aux poulets de Philippe Agostini
- 1963 : Maigret voit rouge de Gilles Grangier : Bidoine
- 1963 : Blague dans le coin de Maurice Labro : Lippy
- 1964 : La Mort d'un tueur de Robert Hossein : le vieux
- 1964 : Coplan prend des risques de Maurice Labro : Bianco
- 1964 : Requiem pour un caïd de Maurice Cloche : Grégorio
- 1965 : Quand passent les faisans d'Édouard Molinaro : Arthur Thibaut
- 1965 : Ces dames s'en mêlent de Raoul André : Angelo
- 1965 : Le Vampire de Düsseldorf de Robert Hossein : Commissaire Momberg
- 1965 : Pierrot le fou de Jean-Luc Godard : le gangster
- 1982 : Une femme en fuite de Maurice Rabinowicz
- 1982 : Meurtres à domicile de Marc Lobet : Prinz

### Télévision
- s1960 : Le Fils du cirque, série télévisée de Bernard Hecht : Deltorelli
- 1961 : L'Avoine et l'Oseille (Les Cinq Dernières Minutes no 22) de Claude Loursais : René Savy
- 1962 : Un mort à la une (Les Cinq Dernières Minutes no 27) de Pierre Nivollet : Saugeon
- 1962 : Rien que la vérité, téléfilm de Claude Loursais : Frank Godsell
- 1964 : Les Beaux Yeux d'Agatha, série télévisée de Pierre Cardinal
- 1971 : Arsène Lupin, série télévisée de Jacques Nahum (saison 1 ép. 13, Le Sept de Coeur) : Andermatt
- 1974 : Le Vagabond, série télévisée de Claude-Jean Bonnardot : Claude Fontaine
- 1974 : Ardéchois cœur fidèle, série télévisée de Jean-Pierre Gallo : Larieux
- 1975 : Le Renard à l'anneau d'or, série télévisée de Teff Erhat : Maître Lucassen
- 1977 : Mariages de Teff Erhat : Chardin
- 1979 : Jackson ou le mnémocide, téléfilm de Jean-Louis Colmant : Henri Marchant

## Théâtre
- 1961 : Les Violons parfois de Françoise Sagan, mise en scène Jérôme Kitty, Théâtre du Gymnase
- 1965 : Le Trèfle fleuri de Rafael Alberti, mise en scène Pierre Debauche,   Théâtre Montparnasse